# 볼프손잎귀쥐
볼프손잎귀쥐(Phyllotis wolffsohni)는 비단털쥐과에 속하는 설치류이다. 볼리비아에서만 발견된다.